# Piz Nuna
Der Piz Nuna ist ein 3124 m ü. M. hoher Berg in der Sesvennagruppe in den Schweizer Alpen.

## Lage und Umgebung
Der Gipfel erhebt sich etwa 5 km nordöstlich von Zernez über dem Val Laschadura, einem Seitental des Val da Spöl. Die Nordflanke des Berges fällt zum Val Nuna, einem kleinen Seitental des Unterengadins, hin ab. Auf der Nordseite befinden sich auch noch Reste des Gletschers Vadret da Nuna. Über den Gipfel verläuft die Grenze der politischen Gemeinden Scuol und Zernez.

## Routen zum Gipfel
Der Piz Nuna ist einer der wenigen Gipfel der Sesvennagruppe, die häufiger bestiegen werden. Die beliebteste Route für den Aufstieg beginnt an der Ofenpassstrasse kurz unterhalb von Ova Spin. Von dort aus wird durch das Val Laschadura zur Fuorcla Stragliavita aufgestiegen, um anschliessend über den Südostgrat den Gipfel in leichter Kletterei zu erreichen (WS, II). Diese Route wird wegen der weitreichenden Aussicht vom Grat über das gesamte Engadin und der (im Vergleich zum umliegenden Gebiet) guten Qualität des Gesteins generell als sehr schön und lohnend beschrieben. Eine andere Route führt über die Südwand des Berges durch eine direkt unterhalb des Gipfels endende Geröllrinne. Diese Variante wird häufig für den Abstieg genutzt.